# Габон на Светском првенству у атлетици на отвореном 2023.
Габон је учествовао на 19. Светском првенству у атлетици на отвореном 2023. одржаном у Будимпешти од 19. до 27. августа седамнаести пут. Репрезентацију Габона представљао је 1 атлетичар који  се такмичио у трци на 200 метара. , .
На овом првенству такмичар Габона није освојио ниједну медаљу нити је остварио неки резултат.

## Учесници
Мушкарци:
- Гуи Маганга Гора — 200 м

## Резултати

### Мушкарци
| Атлетичар        | Дисциплина | Лични рекорд | Квалификације | Квалификације | Полуфинале           | Полуфинале           | Финале               | Финале      | Детаљи |
| Атлетичар        | Дисциплина | Лични рекорд | Резултат      | Место         | Резултат             | Место                | Резултат             | Место       | Детаљи |
| ---------------- | ---------- | ------------ | ------------- | ------------- | -------------------- | -------------------- | -------------------- | ----------- | ------ |
| Гуи Маганга Гора | 200 м      | 20,44 НР     | 21,04         | 7. гр. 6      | Није се квалификовао | Није се квалификовао | Није се квалификовао | 44/ 54 (57) |        |